# Ван Дрюнен, Мартин
Мартин ван Дрюнен (нидерл. Martin van Drunen) — нидерландский вокалист в жанре дэт-метала. Начал свою карьеру в составе группы Pestilence, в которой также выступал в роли бас-гитариста. Вместе с ними он записал два студийных альбома: Malleus Maleficarum и Consuming Impulse. После ухода из Pestilence, в 1990 году ван Дрюнен присоединился к дэт-метал-группе Asphyx в роли вокалиста и бас-гитариста и принял участие в записи шести их альбомов. В 1993 году исполнил вокальные партии во втором альбоме группы Comecon, Converging Conspiracies, и затем основал собственную группу под названием Submission. В 1995 году ван Дрюнен заменил Карла Уиллетса в британской группе Bolt Thrower, вместе с которыми отыграл два концертных турне, но не принял участия ни в одной из их записей. После того, как болезнь вынудила ван Дрюнена покинуть Bolt Thrower, музыкант взял паузу в карьере, пока не начал постепенное возвращение, приняв приглашение местной немецкой группы Death by Dawn в 2001 году. Затем он продолжил творчество в более серьёзных коллективах: Hail of Bullets и возрождённых Asphyx.
Ван Дрюнен неоднократно входил в списки лучших вокалистов жанра.

## Детство и юность
Мартин ван Дрюнен родился в 1966 году в городе Уден, Северный Брабант, Нидерланды. Любовь к рок-музыке у Мартина проявилась в возрасте 3 лет, когда он впервые услышал песню I Can't Get No (Satisfaction) группы The Rolling Stones по радио. Впоследствии она развивалась под влиянием группы KISS. Мать Мартина умерла, когда ван Дрюнену было 5 лет. Вскоре мальчик переехал с отцом в Оверэйссел, так как его отец, служащий ВВС Нидерландов, был туда командирован на военную базу Твенте близ Энсхеде, куда юный ван Дрюнен любил ходить с отцом. Мартин сталкивался с проблемами в школе, так как говорил на отличающемся от местного диалекте и был без матери. Мартин слабо учился в школе и даже несколько раз был исключён, однако прилежно трудился, занимаясь мойкой автомобилей и разноской газет, зарабатывая тем самым на покупку пластинок. Первой его купленной записью стал альбом Kiss Double Platinum. Самым любимым альбомом юного ван Дрюнена в то время был альбом Venom Welcome to Hell, который поразил его своим тяжелым звучанием.

## Начало карьеры, Pestilence (1986-1991)
В 1986 году Мартин ван Дрюнен знакомится с Патриком Мамели, который к тому времени имел свою группу, Pestilence. В 1987 году группа выпускает The Penance - первое демо с Мартином на вокале. Поскольку у группы не было басиста, Мартину пришлось учиться играть на инструменте с нуля. При этом на нём сохранялись обязанности вокалиста, и делать оба дела сразу было поначалу трудно. К моменту записи дебютника Мартин играл на басу лишь полгода. Дебютный альбом Malleus Maleficarum вышел на лейбле Roadrunner (R/C Records) в 1988 году и получил нейтрально-положительные отзывы. В нём группа ещё придерживалась более трэш-металлического звука, а вокал Мартина ещё не был похож на дэт-металлический гроул, приобретённый им позднее, а был скорее смешением вокальных приёмов спид-метала и трэш-метала.

## Asphyx, Comecon, Submission (1991-1994)
После скандального ухода из Pestilence Мартин немедленно связался со своим другом Бобом Багхусом, чья группа Asphyx, которая ещё не издавала альбомов, но уже получила обширную славу в андеграунде сцены Нидерландов и всреде тейптрейдеров, активно искала вокалиста после ухода Тео Луманса. Мартин посещал концерты группы и ранее, и незадолго до ухода Тео Мартину пришлось подменить его на одном из концертов. Перед самым выходом на сцену он запутался в проводах и споткнулся. Однако Мартин смог закончить шоу на уровне, и затем остался в группе. Вокалист был впечатлён бескомпромиссностью и тяжестью звука группы, которая вписывалась в его видение дэт-метала. Музыкально коллектив сильно тяготел к дум-металу и сам относил материал к поджанру дэт-дум. Любопытно, что Apshyx была одной из немногих дэт-металлических групп, с которой поддерживал контакт пионер блэк-метал сцены Евронимус, который считал музыку Asphyx "тем самым агрессивным металом" и противопоставлял её остальным течениям дэт-метала, которые не признавал. Вскоре после подписания контракта с Century Media Records группа приступила к записи дебютного альбома The Rack. Альбом был написан за несколько дней на небольшой бюджет. Мартин ван Дрюнен записал все партии баса и вокал. Впоследствии ван Дрюнен называл свою работу на альбоме лучшей за карьеру, считая свою форму голоса тех лет идеальной. Запись в итоге получила очень благосклонные отзывы от различных изданий. В начале 1992 года группа записывает мини-альбом Crush the Cenotaph. Группа представила три новых песни, включая перекочевавшую в следующий альбом "The Krusher".
В 1992 году группа Asphyx приступает к записи второго альбома, Last One on Earth. К началу записи альбома между группой и ван Дрюненом быстро развивались противоречия, в итоге они достигли такого накала, что ван Дрюнен дописывал вокальные партии, будучи уже уволенным из группы, и исключительно по той причине, что заменивший его Рон ван Пол не имел ещё поставленного голоса и не успел бы написать свои слова для песен в нужный срок. Лирика Мартина была сильно политизирована и отличалась более мрачными и апокалиптичными темами. Рон ван Пол заменил Мартина и в качестве бас-гитариста, записав инструментальные партии. Сразу после выхода альбома Мартин ван Дрюнен был объявлен уволенным с группы. Какое-то время Мартин и Asphyx обменивались любезностями в прессе: так, Боб Багхус вспоминал, что Ван Дрюнен категорически отказывался менять струны на бас-гитаре, играя на одних и тех же изношенных струнах более 2 лет.
В 1993 году, после возвращения Ларса-Йорана Петрова, вокалиста Comecon, в Entombed, Мартину было предложено записать вокал для второго альбома. Вокалист написал свои тексты для песен, а затем прибыл в Швецию, чтобы записать свои партии для альбома. Запись была названа Converging Conspiracies и вышла в конце 1993 года.

## Bolt Thrower, перерыв в карьере (1994-1996)
В 1994 году Мартин ван Дрюнен попал в состав группы Bolt Thrower, заменив ушедшего Карла Уиллетса. Мартин участвовал исключительно в живых исполнениях, не сохранилось не одной записи или бутлега группы с Мартином на вокале. Вскоре у Мартина стала проявляться алопеция: стремительно лысевший вокалист не желал выступать без своего непременного атрибута - длинных волос, поскольку терял нужный имидж и уверенность на сцене. Вскоре проявившиеся музыкальные разногласия побудили Мартина уступить место в 1996 году тому же Уиллетсу, вернувшемуся в родной коллектив. Тем не менее, ван Дрюнен всегда тепло отзывался о группе и расстался с британцами без всяческих обид. После ухода из Bolt Thrower Мартин на время сделал перерыв в карьере.
В 2000 году Мартин впервые встретился с Патриком Мамели, бывшим лидером Pestilence. Музыканты вскользь затронули возможность реюниона, но Мартин решил отказаться от этой идеи после того, как Патрик Мамели не согласился играть песни из предыдущей дискографии группы; он считал, что фанатам не будет интересна группа без исполнения старых хитов. После этого Мамели и ван Дрюнен больше не контактировали.

## Возвращение на сцену, Death by Dawn (2002-2006)
После ухода с метал-сцены музыкант сменил несколько работ и жил в Нидерландах и Германии. В 2000 году в Германии Мартин познакомился с Пиппо Колапинто, одним из грузчиков склада, где Мартин работал в качестве заведующего. Вскоре Пиппо, увлекавшийся металом, узнал в нём ван Дрюнена благодаря татуировке Pestilence на левом плече. Пиппо умолял Мартина помочь его группе Death by Dawn, просив написать тексты или музыку. В итоге Мартин написал нексколько песен и попросил Пиппо не напоминать ему о возвращении на сцену. Однако вскоре коллектив уговорил Мартина выступить на одном концерте  в одном из немецких клубов. В итоге выступление вышло провальным, группа была освистана, с трудом завершив свой сет. Тем не менее, именно это выступление дало Мартину понять, что ему сильно не хватает адреналина, получаемого от выступлений, что и побудило его вернуться на метал-сцену после почти семилетнего перерыва.
В 2006 году группа после нескольких демо издаёт альбом, One Hand. One Foot and a Lot of Teeth. Вышел он на лейбле STF Records.

## Вторая инкарнация Asphyx (2007-настоящее время)
В 2007 году, совсем вскоре после создания коллектива Hail of Bullets, организаторы фестиваля Party.San прислали Бобу Багхусу очередное предложение о реформации группы Asphyx. Боб изначально не планировал это делать, так как знал, что Эрик Даниелс не собирается вовзращаться на сцену, а без него он не видел перспектив для реюниона. Тем не менее, о интересе Party.San к возможному реюниону он сообщил бывшим фронтменам Ваннесу Гюббельсу и Мартину ван Дрюнену. Также он решился оповестить об этом и Даниелса. Эрик подтвердил своё нежелание возвращаться, но был положительно настроен по отношению к возрождению группы, предложив на своё место Пола Байенса, уже известного и ван Дрюнену по коллективу Hail of Bullets. В итоге в составе Багхус-Гюббельс-Байенс-ван Дрюнен группа объявила о возрождении. Группа исполнила обещанный концерт на фестивале Party.San и не исключила возможность написания нового материала. В 2008 году группа издаёт двухпесенное демо Death...The Brutal Way. Оно содержало одноимённую песню - первую за 16 лет песню с ван Дрюненом на вокале, и кавер на "Of Abysmi Vel Daath" Celtic Frost.
В 2021 году Мартин дополнительно присоединяется к немецкому коллективу Rotten Casket - сайд-проекту барабанщика Стефана Хюскенса - и исполняет вокал для их дебютного мини-альбома First Nail in the Casket.

## Hail of Bullets и Grand Supreme Blood Court (2006-2015)
bВ 2006 году была основана супергруппа Hail of Bullets вместе с ван Дрюненом на вокале, бывшим басистом Houwitser Тео ван Экеленом, барабанщиком Gorefest Эдом Варби и гитаристами Thanatos Полом Байенсом и Стефаном Гебеди. Группа возникла после выступления Death by Dawn совместно с группой Thanatos. После концерта к Мартину подошёл гитарист/вокалист Thanatos Стефан Гебеди и преподнёс Мартину, увлекавшемуся историей, черновик проекта Hail of Bullets. В итоге группа была сформирована.
В 2007 году выходит дебютный альбом группы ...Of Frost and War. Альбом целиком посвящен Великой Отечественной войне и событиям Восточного фронта Второй мировой. Мартин признавался, что создать метал-альбом, посвящённый войне СССР против нацизма, было его давней мечтой. Эта работа также стала первой коллаборацией ван Дрюнена с продюсером Даном Сванё, который спродюсирует все записи групп ван Дрюнена вплоть до Necroceros 2021 года. В 2009 году группа издаёт мини-альбом Warsaw Rising, посвящённый событиям времён оккупации Польши нацистской Германией. В 2010 году выходит второй полноформатный альбом коллектива - On Divine Winds. Он посвящён Тихоокеанскому фронту Второй Мировой и войне против милитаристской Японии. Третьим и финальным альбомом группы стал III - The Rommel Chronicles. Этот альбом посвящён военным действиям союзников в Северной Африке и Эрвину Роммелю.
Ван Дрюнен решил покинуть Hail of Bullets в 2015 году, по итогу записав вместе с ними три альбома. Какое-то время в группе пел друг ван Дрюнена Дейв Ингрэм, и в итоге в 2017 году деятельность группы была приостановлена.
В 2010 году у бывшего гитариста Soulburn Эрика Данелса возникает идея нового проекта Grand Supreme Blood Court, который стал бы его возвращением на метал-сцену после десятилетнего отсутствия. В группу он пригласил бывших коллег — Мартина ван Дрюнена и Боба Багхуса, а также участника Hail of Bullets Тео ван Экелена и басиста группы Escutcheon Алвина Зюра. Альбом коллектива Bow Down Before the Blood Court вышел в 2012 году. Альбом, концепцию которого написали ван Дрюнен и Даниелс, является концептуальным: он повествует о некоем объединении под наименованием «Высочайший Суд На Крови», вершащим суд над всеми жителями.

## Иные проекты
Мартин ван Дрюнен регулярно появляется на релизах более мелких метал-групп в качестве гостевого вокалиста и автора текстов.
В 2009 году музыкант участвовал в записи альбома The Lustrate Process группы The Project Hate MCMXCIX в роли приглашённого вокалиста.

## Вокальный стиль
Вокальный стиль ван Дрюнена можно описать как высокий гроулинг: вокалист редко использует глубокий рык, слова произносятся относительно отчётливо, часто используются протяжные выкрики и хрипы на бриджах. Вокалист активно использует носовую полость для образования мощного звука. В ранний период Asphyx более панковый скриминг в своей технике, сам вокалист отзывается об альбоме The Rack 1991 года как о своей лучшей вокальной работе.
Мартин вспоминал, что в юности, практикуя свой вокал, он использовал военный авиационный противогаз, который принёс с военной базы его отец, для того, чтобы изолировать весь звук и не пугать соседей. Среди вокалистов, оказавших наибольшее влияние на Мартина, нидерландец называл Лемми, Чака Шульдинера времён Scream Bloody Gore и Leprosy и  Конрада (Кроноса) Ланта. Свой характерный дэт-металлический вокал он выработал, пытаясь подражать вокалу Джона Тарди из Xecutioner (позднее преобразовавшиеся в Obituary). Также он выделял влияние блюзмена Джона Ли Хукера.

## Наследие и признание
Мартин ван Дрюнен неоднократно включался в списки лучших вокалистов в дэт-метале. Его заслуги признают и многие коллеги по сцене, в том числе Джордж «Corpsegrinder» Фишер и Крис Барнс.
В 2018 году Loudwire поместили ван Дрюнена на 21 место в списке «Топ-25 вокалистов экстремального метала».

## Дискография
Pestilence
- Malleus Maleficarum (1988)
- Consuming Impulse (1989)

Asphyx
- The Rack (1991)
- Crush the Cenotaph (мини-альбом) (1992)
- Last One on Earth (1992)
- «Death… The Brutal Way» (сингл) (2008)
- Death… The Brutal Way (2009)
- Live Death Doom (концертный DVD) (2010)
- Deathhammer (2012)
- Incoming Death (2016)
- Necroceros (2021)

Comecon
- Converging Conspiracies (1993)

Death By Dawn
- One Hand, One Foot and a Lot of Teeth (2006)[36]

Hail of Bullets
- Hail of Bullets (демо)
- …Of Frost and War (2008)
- Warsaw Rising (мини-альбом) (2009)
- On Divine Winds (2010)
- III: The Rommel Chronicles (2013)

Grand Supreme Blood Court
- Bow Down Before the Blood Court (2012)

Rotten Casket
- First Nail in the Casket EP (2022)

### Гостевые появления
Mortuary I.O.D.
- Damnation EP (2004)[37]

Branded Skin
- Shadows of Fear (2004) - вокал на треках 5, 7, 9[38]

Legion of the Damned
- Feel the Blade (2008) - вокал на кавере Pestilence "Chronic Infection"
- The Poison Chalice EP (2023) - вокал на кавере Pestilence "Chronic Infection"

Purgatory
- Cultus Luciferi - The Splendour of Chaos (2008) - гостевой вокал[39]

Fungus Inc.
- Rott 'n' Roll (2008) - вокал на треках 5, 10[40]

Lay Down Rotten
- Gospel of the Wrenched (2009) - дополнительный вокал[41]

The Project Hate MCMXCIX
- The Lustrate Process (2009) - дополнительный вокал[42]

Suicidal Angels
- Bloodbath (2012) - вокал на треке 7[43]

Decapitated Christ
- The Perishing Empire of Lies (2013) - вокал в треках 4, 8[44]

Megascavenger
- At the Plateaus of Leng (2014) - вокал в треке 4[45]

Bodyfarm
- Battle Breed (2015) - вокал на треке 2[46]

Soulburn
- Noa's D'Ark (2020) - вокал на треке 8[47]

Infidel Reich
- New World Outrage (2021) - вокал на треке 7[48]

Carnal Ghoul
- Back from the Vault (2022) - вокал на треке 11[49]